# 北園孝吉
北園 孝吉（きたぞの こうきち、1914年2月13日 - 1984年12月）は、日本の作家、歴史家。

## 経歴・人物
東京市日本橋区本町 (現・中央区日本橋室町) の提灯屋・大和屋四代目の家に生れる。彼の父は、番傘や提灯などにさまざまな書体や紋章を施す筆耕職人であった。9歳のとき、関東大震災を経験。
1937（昭和12）年10月、「明日はお天気」が第21回サンデー毎日大衆文芸賞に入選し作家デビュー。『新青年』や『宝石』などに執筆した。ユーモア小説、風俗小説、時代小説を書いた。ほか歴史ノンフィクションも書いている。　
1958（昭和33）年1月刊行の『おとぼけ侍』 (和同出版社) を原作として、1961（昭和36）年6月公開の映画『橋蔵の若様やくざ』（河野寿一/監督、東映）が製作されている。また同じ1958年1月刊行の『江戸の影法師』（大和出版）を原作として、1990年に連続テレビドラマ『参上! 天空剣士』が製作されている。

## 作品リスト
- 『青春讃歌』鶴書房 1942
- 『微笑風俗』六合書院 1942
- 『佐助漂流記』新泉社 1943
- 『小説決死行』新泉社 1944
- 『浮世ごよみ 花牧竜之介捕物帖』文芸図書出版社 1954
- 『潜水百萬浬 少年海洋冒険小説』らくだ社 1954
- 『和蘭陀屋敷 花牧竜之介捕物秘帖』久保書店 1955
- 『花川戸助七風流捕物横町』徳島書房 1955
- 『満月に参上』和同出版社 1957
- 『江戸の影法師』大和出版 1958
- 『おしどり春秋』文祥社 1958
- 『おとぼけ侍』和同出版社 1958　のち春陽文庫
- 『謎歌殺法』桃源社 1958
- 『剣風長七郎』大和出版 1959　のち春陽文庫
- 『二枚目浪人』大和出版 1959
- 『若殿行状記』大和出版 1959
- 『姫ぎみ変化』大和出版 まげもの文庫 1960
- 『若さま恋慕』大和出版 1960
- 『剣の花道』桃源社 1961
- 『江戸最後の日 破壊と建設の中の人物像』アサヒ芸能出版 平和新書 新歴史シリーズ 1963
- 『東海道宿場物語』雄山閣出版 物語歴史文庫 1972
- 『中仙道宿場物語』雄山閣出版 1974
- 『大正・日本橋本町』青蛙房 シリーズ大正っ子 1978

## 注
1. ↑  北園孝吉『大正・日本橋本町 (シリーズ大正っ子) 』（新装版、青蛙房、2015年8月）
2. ↑  有末賢、内田忠賢、倉石忠彦『都市民俗生活誌〈第2巻〉都市の活力』（明石書店、2003年5月）、497頁
3. ↑  武村雅之『関東大震災 大東京圏の揺れを知る』（鹿島出版会、2003年5月）、72頁
4. ↑  『サンデー毎日』1937(昭和12)年10月24日号（第16年54号）に掲載された。
5. ↑  『近代文学大事典』講談社、1984年
6. ↑  『橋蔵の若様やくざ』（河野寿一/監督、結束信二/脚本、東映/制作・配給、キャスト:大川橋蔵・木村功・大川恵子・桜町弘子、カラー、映倫番号12381、1961年6月11日ロードショー）